# 乌龟喷泉

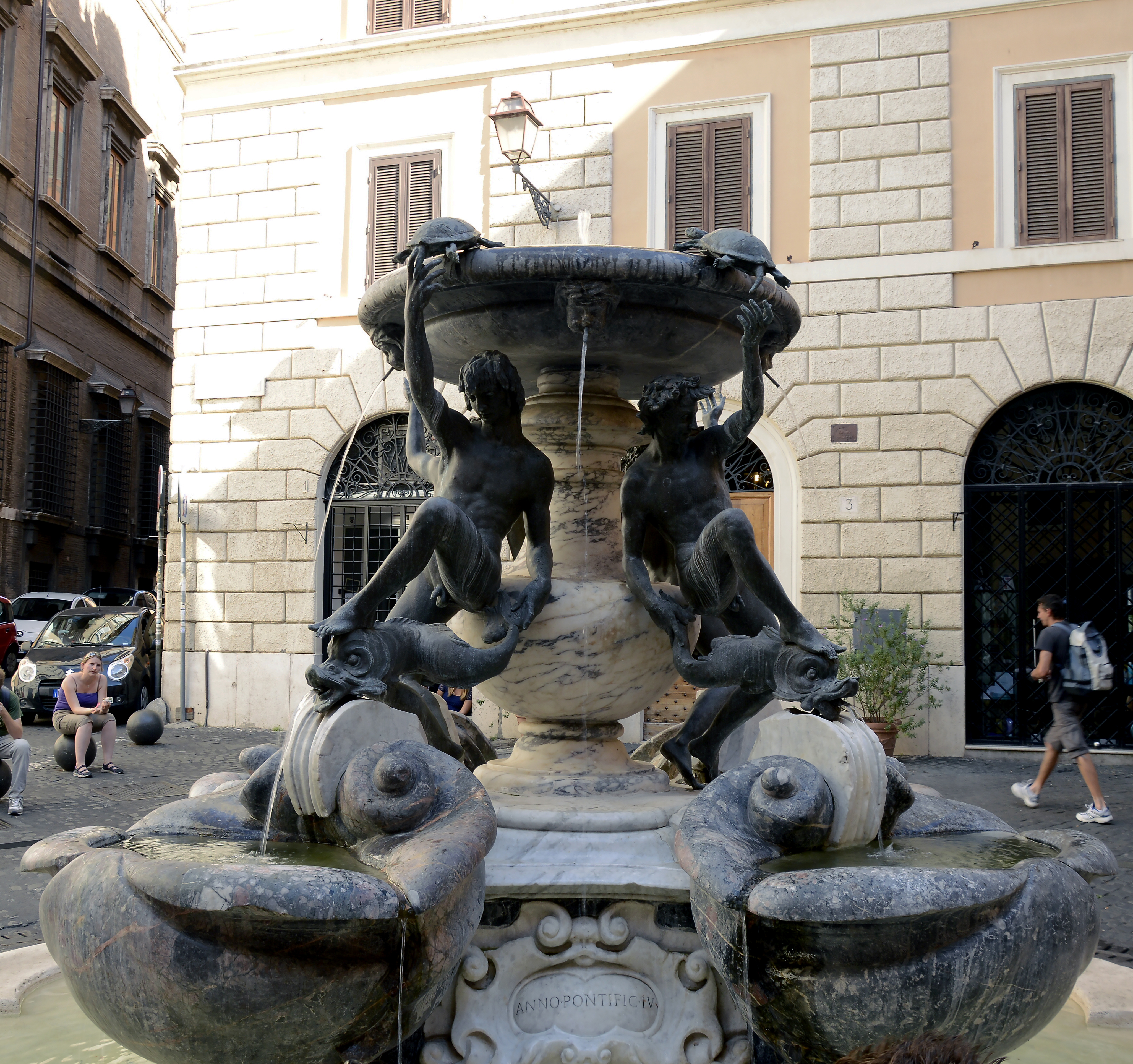
乌龟喷泉

乌龟喷泉（義大利語：Fontane delle Tartarughe）是一个意大利文艺复兴晚期的喷泉，位于意大利罗马的马太广场（Piazza Mattei），由建筑师贾科莫·德拉·波尔塔和雕塑家Taddeo Landini建于1580-1588年.青铜乌龟通常被认为是济安·贝尼尼或安德烈·萨基的作品。

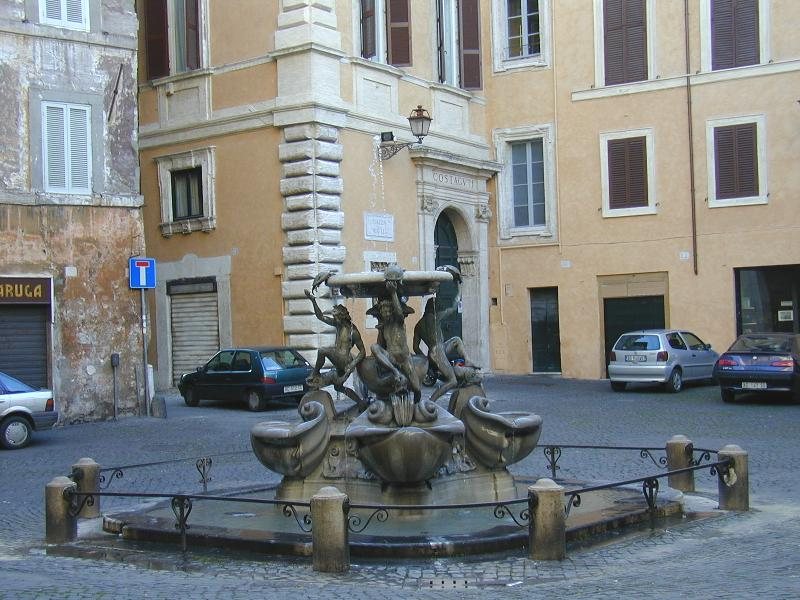

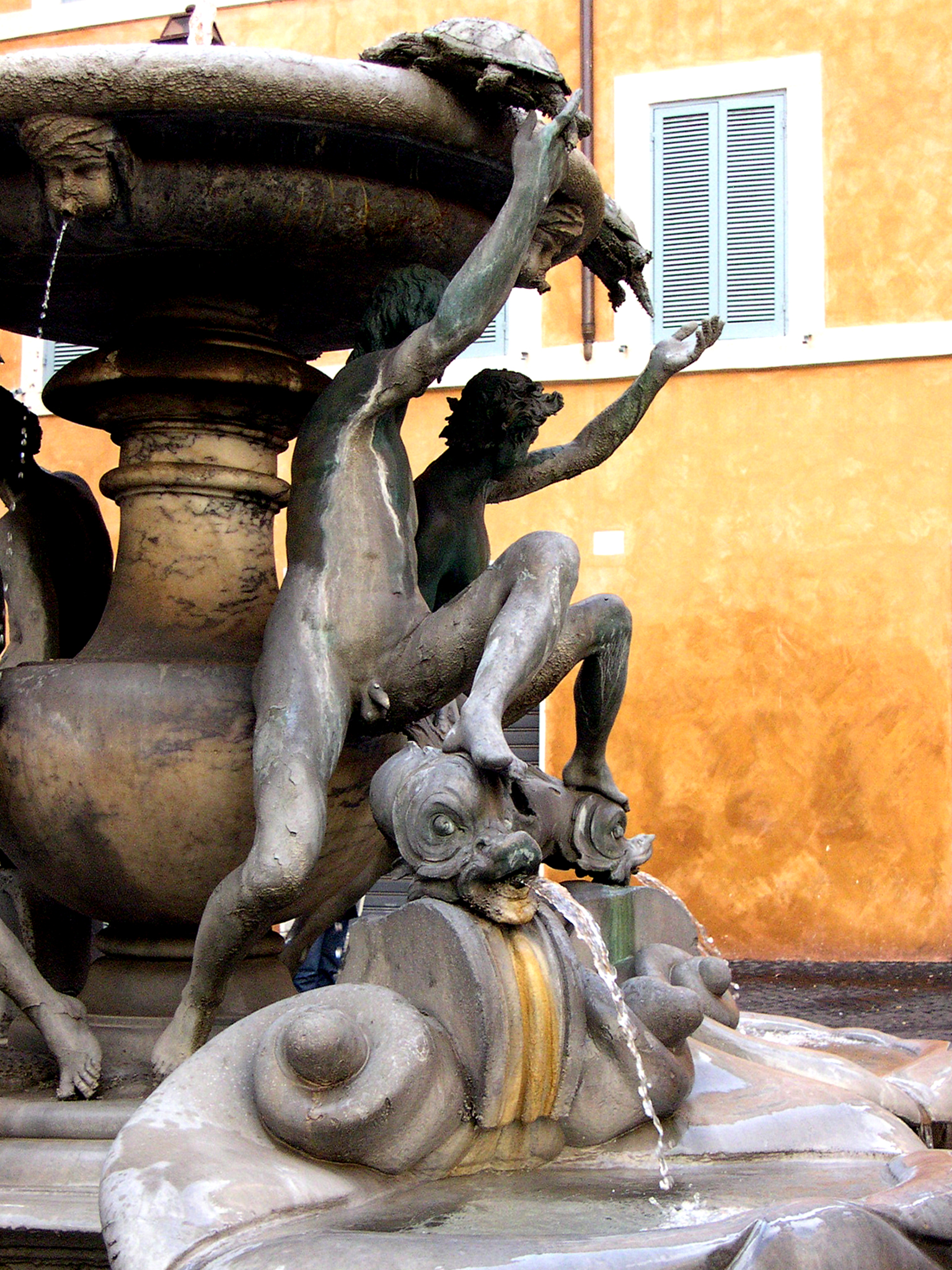